# Flamingo Beach
Der Flamingo Beach (englisch; bulgarisch бряг Фламинго brjag Flamingo) ist ein im antarktischen Sommer unverschneiter, 2,6 km langer und 600 m breiter Strand an der Nordküste von Greenwich Island im Archipel der Südlichen Shetlandinseln. Begrenzt wird er nach Westen durch den Terimer Point, nach Norden durch die Orión-Passage, nach Osten durch den Agüedo Point, nach Südosten durch den Quito-Gletscher und nach Südwesten durch den Tetewen-Gletscher.
Dieses Gebiet war Robbenjägern bereits im frühen 19. Jahrhundert bekannt. Bulgarische Wissenschaftler kartierten den Strand 2005 und 2009. Die bulgarische Kommission für Antarktische Geographische Namen benannte ihn 2018 nach dem bulgarischen Trawler Flamingo, der von den 1970er bis in die frühen 1990er Jahre zum Fischfang in den Gewässern um Südgeorgien, um die Kerguelen, um die Südlichen Orkneyinseln und  um die Südlichen Shetlandinseln tätig war.